# Daïra de Hadjout
La daïra de Hadjout est une circonscription administrative algérienne située dans la wilaya de Tipaza. Son chef-lieu est situé sur la commune éponyme de Hadjout.

## Localisation
La daïra de Hadjout se situe sur la plaine de la Mitidja. Elle est limitée géographiquement par :
- la daïra de Tipaza, au nord ;
- la daïra de Sidi Amar, à l'ouest ;
- la daïra d'Ahmar El Ain, à l'est ;
- la daïra de Boumedfaa (wilaya d'Aïn Defla), au sud.

## Communes de la daïra
La daïra est composée de deux communes : Hadjout et Merad.
Hadjout a été nommée comme daira par le découpage administratif en 1974.